# Ісагор
Ісагор (грец. Ίσαγόρας, кінець VI століття до н. е.) — афінський архонт, ватажок одного з аристократичних угруповань в Афінах, противник Клісфена. Походив з аристократичного роду (евпатридів) Філаїдів. Син Тісандра та ймовірно онук Гіппокліда.
У 508 році до н. е., будучи першим архонтом, Ісагор закликав на допомогу спартанського царя Клеомена, домігся вигнання Клісфена і його прихильників. Проте спроба Клеомена знищити створену Клісфеном Раду п'ятисот і передати владу Ісагорові та його однодумцям викликала в Афінах обурення. Клеомен та Ісагор були взяті в облогу в Акрополі, і мали капітулювати на умовах вільного відступу спартанського війська. Ісагор відступив разом з Клеоменом з Афін, а Клісфен довів до кінця розпочаті ним демократичні перетворення.
Разом з тим син Ісагора — Тісандр — зміг залишитися і в подальшому навіть не зазнав острокофорії.